# Груники
Гру́ники — село в Україні, у Тячівському районі Закарпатської області. Входить до складу Углянської сільської громади. Населення становить 1416 осіб (станом на 2001 рік). Село розташоване на південному заході Тячівського району, за 14,4 кілометра від районного центру.

## Географія
Село Груники лежить за 14,4 км на північний схід від районного центру, фізична відстань до Києва — 541,7 км.
| Клімат Груників         | Клімат Груників | Клімат Груників | Клімат Груників | Клімат Груників | Клімат Груників | Клімат Груників | Клімат Груників | Клімат Груників | Клімат Груників | Клімат Груників | Клімат Груників | Клімат Груників | Клімат Груників |
| Показник                | Січ.            | Лют.            | Бер.            | Квіт.           | Трав.           | Черв.           | Лип.            | Серп.           | Вер.            | Жовт.           | Лист.           | Груд.           | Рік             |
| Середній максимум, °C   | −0,1            | 2,0             | 7,7             | 14,3            | 19,7            | 22,4            | 24,1            | 23,8            | 19,9            | 14,2            | 6,8             | 1,8             | 13,1            |
| Середня температура, °C | −3,6            | −1,5            | 3,3             | 9,0             | 14,1            | 16,9            | 18,5            | 18,0            | 14,3            | 9,0             | 3,4             | −1              | 8,4             |
| Середній мінімум, °C    | −7              | −4,9            | −1,1            | 3,8             | 8,5             | 11,5            | 12,9            | 12,3            | 8,8             | 3,9             | 0,1             | −3,7            | 3,8             |
| Норма опадів, мм        | 50              | 44              | 44              | 56              | 81              | 103             | 89              | 78              | 51              | 46              | 54              | 65              | 761             |
| ----------------------- | --------------- | --------------- | --------------- | --------------- | --------------- | --------------- | --------------- | --------------- | --------------- | --------------- | --------------- | --------------- | --------------- |
| Джерело:                |                 |                 |                 |                 |                 |                 |                 |                 |                 |                 |                 |                 |                 |

Центральною дорогою Груників є одноіменна вулиця. Також на його території знаходяться невеликі вулиці, які отримали свої назви відповідно до урочищ, де простягаються, це: Сіріпатури, Ілин, Малиниш, Русково, Вузний, Боринець, Динисово.

## Населення
Станом на 1989 рік у селі проживали 1236 осіб, серед них — 602 чоловіки і 634 жінки.
За даними перепису населення 2001 року у селі проживало 1416 осіб. Рідною мовою назвали:
| Мова        | Кількість осіб | Відсоток |
| ----------- | -------------- | -------- |
| українська  | 1413           | 99,79 %  |
| «русинська» | 2              | 0,14 %   |
| російська   | 3              | 0,21 %   |

## Політика
Голова сільської ради — Рошко Василь Миколайович, 1960 року народження, вперше обраний у 2006 році. Інтереси громади представляють 34 депутати сільської ради:
| Партія         | Кількість депутатів | Відсоток |
| -------------- | ------------------- | -------- |
| самовисування  | 31                  | 91,18 %  |
| Сильна Україна | 2                   | 5,88 %   |
| Наша Україна   | 1                   | 2,94 %   |

## Відомі уродженці
- Кричфалуші Михайло Михайлович (1987—2019) — український військовик, учасник АТО.